# Француска на Светском првенству у атлетици на отвореном 2013.
Француска је учествовала на Светском првенству у атлетици на отвореном 2013. одржаном у Москви од 10. до 18. августа четрнаести пут, односно учествовала је на свим првенствима до данас. Француска је пријавила 52 учесника (31 мушкарац и 21 жена) али у стартној листи трке на 100 м препоне нема Алис Деко тако да је репрезентацију Француске представљало 51 учесник (31 мушкарац и 20 жена) који су се такмичили у 24 дисциплине.,
На овом првенству Француска је по броју освојених медаља заузела 10. место са четири освојене медаље (једна златна, две сребрне и једна бронзана). Поред медаља, Француска је остварила и следеће резултате: један светски рекорд сезоне, два национална рекорда, два национална рекорда сезоне, девет личних рекорда и шест личних рекорда сезоне. У табели успешности према броју и пласману такмичара који су учествовали у финалним такмичењима (првих 8 такмичара) Француска је са 13 учесника у финалу заузела 9. место са 50 бодова.
| Плас. | Земља     | 1. место | 2. место | 3. место | 4. место | 5. место | 6. место | 7. место | 8. место | Бр. финал. | Бод. |
| ----- | --------- | -------- | -------- | -------- | -------- | -------- | -------- | -------- | -------- | ---------- | ---- |
| 9.    | Француска | 1        | 2        | 1        | 2        | 0        | 0        | 5        | 2        | 13         | 50   |

## Учесници
| Мушкарци: - Жими Вико — 100 м, 200 м, 4х100 м - Кристоф Леметр — 100 м - Пјер Амброаз Бос — 800 м - Флоријан Карваљо — 1.500 м - Буабдела Тари — 1.500 м - Симон Денисел — 1.500 м - Бенжамен Малати — Маратон - Томас Мартино-Лагард — 110 м препоне - Паскал Мартино-Лагард — 110 м препоне - Микаел Франсоа — 400 м препоне - Јоан Десимус — 400 м препоне - Емануел Бирон — 4х100 м - Микел-Меба Зезе — 4х100 м - Арно Реми — 4х100 м - Давид Алерт — 4х100 м - Маједин Мехиси-Бенабад — 3.000 м препреке - Јоан Ковал — 3.000 м препреке - Нуредин Смајл — 3.000 м препреке - Бертран Мулине — 20 км ходање - Кевин Кампион — 20 км ходање - Јоан Диниз — 50 км ходање - Микаел Анани — Скок увис - Рено Лавилени — Скок мотком - Валентен Лавилени — Скок мотком - Салим Сдири — Скок удаљ - Теди Тамго — Троскок - Јоан Рапиније — Троскок - Гаетан Саку Бафуанга Баја — Троскок - Кентен Биго — Бацање кладива - Гаел Кверин — Десетобој - Кевин Мајер — Десетобој | Жене: - Стела Акакпо — 100 м, 4х100 м - Мирјам Сумаре — 100 м, 200 м, 4х100 м - Леонора Гијон Ф1рмен — 200 м - Жоана Даноа — 200 м - Флорија Геј — 400 м, 4х400 м - Мари Гајо — 400 м, 4х400 м - Софи Дуарте — 5.000 м - Кристел Доне — 10.000 м - Кармен Оливерас — Маратон - Синди Било — 100 м препоне - Рејна-Флор Окори — 100 м препоне, 4х100 м - Фара Анаршарси — 400 м препоне, 4х400 м - Селин Дител Боне — 4х100 м - Емили Гајду — 4х100 м - Ајоделе Икесан — 4х100 м - Мирјел Ертис-Уери — 4х400 м - Мерион Лотоут — Скок мотком - Елоаз Лезије — Скок удаљ - Мелина Робер-Мишон — Бацање диска - Антоанета Нана Ђиму Ида — Седмобој |  |

## Освајачи медаља

### Злато (1)
- Теди Тамго — Троскок

### Сребро (2)
- Рено Лавилени — Скок мотком
- Мелина Робер-Мишон — Бацање диска

### Бронза (1)
- Маједин Мехиси-Бенабад — 3.000 м препреке

## Резултати

### Мушкарци
| Атлетичар                                                       | Дисциплина       | Лични рекорд       | Предтакмичење     | Предтакмичење     | Квалификације           | Квалификације        | Полуфинале           | Полуфинале   | Финале                  | Финале       | Детаљи |
| Атлетичар                                                       | Дисциплина       | Лични рекорд       | Резултат          | Место             | Резултат                | Место                | Резултат             | Место        | Резултат                | Место        | Детаљи |
| --------------------------------------------------------------- | ---------------- | ------------------ | ----------------- | ----------------- | ----------------------- | -------------------- | -------------------- | ------------ | ----------------------- | ------------ | ------ |
| Кристоф Леметр                                                  | 100 м            | 9,92 (+2,0 м/с) НР | слободни          | слободни          | 10,12 КВ                | 2. у гр 1            | 10,00 кв             | 4. у гр 2    | 10,06                   | 7 / 76       |        |
| Жими Вико                                                       | 100 м            | 9,95               | слободни          | слободни          | 10,06 КВ                | 1. у гр 5            | 10,01                | 3. у гр 1    | Није се квалификовао    | 10 / 76      |        |
| Жими Вико                                                       | 200 м            | 20,30              |                   |                   | 20,50 КВ                | 3. у гр 3            | 20,51                | 4. у гр 1    | Није се квалификовао    | 14 / 55 (56) |        |
| Пјер Амброаз Бос                                                | 800 м            | 1:43,76            | 1:47,70 КВ        | 1. у гр 1         | 1:44,75 КВ              | 2. у гр 2            | 1:44,79              | 7 / 47 (49)  |                         |              |        |
| Флоријан Карваљо                                                | 1.500 м          | 3:33,47            | 3:38,70 КВ        | 5. у гр 1         | 3:36,26 КВ              | 4. у гр 2            | 3:39,17              | 11 / 37 (38) |                         |              |        |
| Буабдела Тари                                                   | 1.500 м          | 3:32,73            | 3:38,82 кв        | 7. у гр 3         | 3:44,24                 | 9. у гр 1            | Није се квалификовао | 20 / 37 (38) |                         |              |        |
| Симон Денисел                                                   | 1.500 м          | 3:34,54            | 3:42,06           | 10. у гр 2        | Није се квалификовао    | Није се квалификовао | Није се квалификовао | 31 / 37 (38) |                         |              |        |
| Бенжамен Малати                                                 | Маратон          | 2:12:00            |                   |                   |                         |                      |                      |              | 2:19:21                 | 7 / 33 (34)  |        |
| Томас Мартино-Лагард                                            | 110 м препоне    | 13,26              |                   |                   | 13,33 КВ                | 2. у гр 3            | 13,39 КВ             | 2. у гр 2    | 13,42                   | 7 / 33 (34)  |        |
| Паскал Мартино-Лагард                                           | 110 м препоне    | 13,12              | 13,63             | 5. у гр 2         | Није се квалификовао    | Није се квалификовао | Није се квалификовао | 22 / 33 (34) |                         |              |        |
| Микаел Франсоа                                                  | 400 м препоне    | 49,35              | 50,02 КВ          | 4. у гр 2         | 50,58                   | 7. у гр 2            | Није се квалификовао | 7 / 33 (34)  |                         |              |        |
| Јоан Десими                                                     | 400 м препоне    | 49,52              | 50,21             | 7. у гр 1         | Није се квалификовао    | Није се квалификовао | Није се квалификовао | 26 / 35 (37) |                         |              |        |
| Маједин Мехиси-Бенабад                                          | 3.000 м препреке | 8:00,09 НР         | 8:15,43 КВ        | 1. у гр 1         |                         |                      | 8:07,86              |              |                         |              |        |
| Јоан Ковал                                                      | 3.000 м препреке | 8:12,53            | 8:23,74 КВ        | 3. у гр 3         | 8:17,41                 | 8 / 37 (38)          |                      |              |                         |              |        |
| Нуредин Смајл                                                   | 3.000 м препреке | 8:15,89            | 8:24,05 КВ        | 3. у гр 2         | Није завршио трку       | Није завршио трку    |                      |              |                         |              |        |
| Емануел Бирон Микел-Меба Зезе Арно Реми Жими Вико2 Давид Алерт* | 4 х 100 м        | 37,79 НР           | 38,97             | 6. у гр 2         | Није се квалификовала   | 17 / 22 (23)         |                      |              |                         |              |        |
| Бертран Мулине                                                  | 20 км ходање     | 1:20:12            |                   |                   |                         |                      |                      |              | 1:26:12 ЛРС             | 29 / 52 (64) |        |
| Kevin Campion                                                   | 20 км ходање     | 1:21:02            | Није завршио трку | Није завршио трку |                         |                      |                      |              |                         |              |        |
| Јоан Диниз                                                      | 50 км ходање     | 3:38:45 НР         | 3:45:18           | 10 / 46 (61)      |                         |                      |                      |              |                         |              |        |
| Микаел Анани                                                    | Скок увис        | 2,32               |                   |                   | 2,26                    | 7. у гр Б            |                      |              | Није је се квалификовао | 14 / 25 (34) |        |
| Рено Лавилени                                                   | Скок мотком      | 6,02 НР            | 5,65 кв           | 1. у гр Б         | 5,89                    |                      |                      |              |                         |              |        |
| Валентен Лавилени                                               | Скок мотком      | 5,65               | 5,55 кв           | 7. у гр А         | Без пласмана            | Без пласмана         |                      |              |                         |              |        |
| Салим Сдири                                                     | Скок удаљ        | 8,42 (+0,4 м/с) НР | 7,64              | 9. у гр Б         | Није је се квалификовао | 21 / 28 (29)         |                      |              |                         |              |        |
| Теди Тамго                                                      | Троскок          | 17,98              | 17,41 КВ          | 1. у гр А         | 18,04 СРС НР            |                      |                      |              |                         |              |        |
| Јоан Рапиније                                                   | Троскок          | 17,45              | 17,39 КВ          | 1. у гр Б         | 15,17                   | 12 / 20 (22)         |                      |              |                         |              |        |
| Gaëtan Saku Bafuanga Baya                                       | Троскок          | 17,07              | 16,63 кв          | 5. у гр А         | 16,79                   | 7 / 20 (22)          |                      |              |                         |              |        |
| Кентен Биго                                                     | Бацање кладива   | 78,28              | 74,98             | 8. у гр Б         | Није је се квалификовао | 13 / 27 (29)         |                      |              |                         |              |        |

- Атлетичар у штафети означен звездицом био је резерва и није учествовао у трци штафете.
- Атлетичар у означен бројем учествовао је у више дисциплина.

#### Десетобој
| Дисциплина    | Gaël Quérin | Gaël Quérin | Gaël Quérin | Gaël Quérin | Gaël Quérin | Gaël Quérin  |
| Дисциплина    | Лич. рек.   | Резултат    | Бод.        | Плас.       | Укупно      | Плас.        |
| ------------- | ----------- | ----------- | ----------- | ----------- | ----------- | ------------ |
| 100 м         | 11,11       | 11,19       | 819         | 23          |             |              |
| Скок удаљ     | 7,56        | 7,18        | 857         | 25          | 1.676       | 25           |
| Бацање кугле  | 13,37       | 13,03       | 669         | 30          | 2.345       | 27           |
| Скок увис     | 2,00        | 1,90        | 714         | 25          | 3.059       | 25           |
| 400 м         | 47,84       | 48,78       | 872         | 13          | 3.931       | 24           |
| 110 м препоне | 14,33       | 14,87       | 865         | 20          | 4.796       | 21           |
| Бацање диска  | 42,18       | 38,34       | 631         | 25          | 5.427       | 22           |
| Скок мотком   | 5,00        | БП          | 0           |             |             |              |
| Бацање копља  | 58,16       | 50,66       | 598         | 27          | 6.025       | 26           |
| 1500 м        | 4:10,47     | 4:18,58     | 821         | 1           |             |              |
| Десетобој     | 7.292       |             |             |             | 6.846       | 25 / 25 (34) |

| Дисциплина    | Кевин Мајер | Кевин Мајер | Кевин Мајер | Кевин Мајер | Кевин Мајер | Кевин Мајер |
| Дисциплина    | Лич. рек.   | Резултат    | Бод.        | Плас.       | Укупно      | Плас.       |
| ------------- | ----------- | ----------- | ----------- | ----------- | ----------- | ----------- |
| 100 м         | 11,04       | 11,23       | 810         | 28          |             |             |
| Скок удаљ     | 7,63        | 7,50        | 935         | 9           | 1.745       | 17          |
| Бацање кугле  | 14,95       | 13,76       | 714         | 24          | 2.459       | 21          |
| Скок увис     | 2,09        | 2,05 ЛРС    | 850         | 19          | 3.309       | 15          |
| 400 м         | 48,66       | 49,53       | 836         | 18          | 4.145       | 15          |
| 110 м препоне | 14,21       | =14,21 ЛР   | 948         | 6           | 5.093       | 14          |
| Бацање диска  | 44,89       | 45,37 ЛР    | 774         | 9           | 5.867       | 13          |
| Скок мотком   | 5,20        | =5,20 'ЛР   | 972         | 4           | 6.839       | 10          |
| Бацање копља  | 62,41       | 66,09 ЛР    | 830         | 6           | 7.669       | 7           |
| 1500 м        | 4:18,04     | 4:25,04     | 777         | 6           |             |             |
| Десетобој     |             |             |             |             | 8.446 ЛР    | 4 / 25 (34) |

### Жене
| Атлетичарка                                                                      | Дисциплина    | Лични рекорд | Квалификације  | Квалификације | Полуфинале            | Полуфинале            | Финале                        | Финале                        | Детаљи |
| Атлетичарка                                                                      | Дисциплина    | Лични рекорд | Резултат       | Место         | Резултат              | Место                 | Резултат                      | Место                         | Детаљи |
| -------------------------------------------------------------------------------- | ------------- | ------------ | -------------- | ------------- | --------------------- | --------------------- | ----------------------------- | ----------------------------- | ------ |
| Стела Акакпо                                                                     | 100 м         | 11,26        | 11,43          | 4. у гр. 5    | Није се квалификовала | Није се квалификовала | Није се квалификовала         | 25 / 45 (46)                  |        |
| Мирјам Сумаре                                                                    | 100 м         | 11,07        | 11,34 кв       | 4. у гр. 3    | 11,31                 | 5. у гр. 3            | Нису се квалификовале         | 13 / 45 (46)                  |        |
| Мирјам Сумаре                                                                    | 200 м         | 22,32        | 22,83 КВ, ЛРС  | 2. у гр. 6    | 22,91                 | 5. у гр. 3            | Нису се квалификовале         | 11 / 46 (50)                  |        |
| Леонора Гијон Фирмен                                                             | 200 м         | 22,96        | 22,91 КВ, ЛР   | 3. у гр. 5    | 23,11                 | 6. у гр. 2            | Нису се квалификовале         | 15 / 45 (46)                  |        |
| Жоана Даноа                                                                      | 200 м         | 22,86        | 23,00 КВ       | 2. у гр. 1    | 23,15                 | 5. у гр. 1            | Нису се квалификовале         | 17 / 45 (46)                  |        |
| Флорија Геј                                                                      | 400 м         | 51,58        | 51,75 КВ       | 4. у гр. 3    | 51,42 ЛР              | 5. у гр. 2            | Нису се квалификовале         | 12 / 35 (36)                  |        |
| Мари Гајо                                                                        | 400 м         | 51,54        | 51,83 КВ       | 3. у гр. 2    | 51,54 =ЛР             | 5. у гр. 3            | Нису се квалификовале         | 14 / 35 (36)                  |        |
| Софи Дуарте                                                                      | 5.000 м       | 15:14,57     | 16:05,14       | 7. у гр. 1    |                       |                       | Нису се квалификовале         | 17 / 21 (22)                  |        |
| Кристел Доне                                                                     | 10.000 м      | 31:35,81     |                |               |                       |                       | 32:04,44 ЛРС                  | 10 / 21 (22)                  |        |
| Кармен Оливерас                                                                  | Маратон       | 2:35:57      | 2:48:58        | 33 / 46 (72)  |                       |                       |                               |                               |        |
| Синди Било                                                                       | 100 м препоне | 12,59        | 12,71 КВ       | 2. у гр. 2    | 12,78 кв              | 3. у гр. 2            | 12,84                         | 7 / 36 (37)                   |        |
| Рејна-Флор Окори                                                                 | 100 м препоне | 12,65        | 13,01 КВ       | 5. у гр. 4    | 13,15                 | 8. у гр. 1            | Није се квалификовала         | 21 / 36 (37)                  |        |
| Phara Anacharsis                                                                 | 400 м препоне | 55,94        | 56,73          | 6. у гр. 3    | Није се квалификовала | Није се квалификовала | Није се квалификовала         | 20 / 35(46)                   |        |
| Селин Дител Боне Ayodelé Ikuesan Мирјам Сумаре2 Стела Акакпо2 Émilie Gaydu**     | 4 х 100 м     | 41,78 НР     | 42,25 КВ НРС   | 2. у гр 1     |                       |                       | Дисквалификована по чл. 170.7 | Дисквалификована по чл. 170.7 |        |
| Мари Гајо2 Мирјел Ертис-Уери Фара Анаршарси2* Флорија Геј2 Леонора Гијон Фирмен2 | 4 х 400 м     | 3:22,34 НР   | 3:27,75 кв НРС | 3. у гр 2     | 3:24,21 НРС           | 4 / 16 (17)           |                               |                               |        |
| Мерион Лотоут                                                                    | Скок мотком   | 4,60         | 4,55 кв        | 3. у гр А     | 4,45                  | 12 / 19 (22)          |                               |                               |        |
| Елоаз Лезије                                                                     | Скок удаљ     | 7,05         | 6,39           | 10. у гр Б    | Није се квалификовала | 22 / 29 (31)          |                               |                               |        |
| Мелина Робер-Мишон                                                               | Бацање диска  | 65,78        | 63,16 КВ       | 3. у гр А     | 66,28 НР              |                       |                               |                               |        |

- Атлетичарка у штафети означена са једном звездицом је учествовала у полуфиналу трке штафете.
- Атлетичарка у штафети означена са две звездице била је резерва и није учествовала у трци штафете.
- Атлетичарке означене бројевима су учествовале у више дисциплина.

Седмобој
| Дисциплина    | Антоанета Нана Ђиму Ида | Антоанета Нана Ђиму Ида | Антоанета Нана Ђиму Ида | Антоанета Нана Ђиму Ида | Антоанета Нана Ђиму Ида | Антоанета Нана Ђиму Ида |
| Дисциплина    | Лич. рек.               | Резултат                | Бод.                    | Плас.                   | Укупно                  | Плас.                   |
| ------------- | ----------------------- | ----------------------- | ----------------------- | ----------------------- | ----------------------- | ----------------------- |
| 100 м препоне | 12,96                   | 13,36 ЛРС               | 1.071                   |                         |                         |                         |
| Скок увис     | 1,83                    | 1,77 ЛРС                | 941                     | 19                      | 2.012                   | 10                      |
| Бацање кугле  | 14,64                   | 14,54                   | 830                     | 2                       | 2.842                   | 6                       |
| 200 м         | 24,36                   | 24,95                   | 891                     | 17                      | 3.733                   | 7                       |
| Скок удаљ     | 6,42                    | 5,97                    | 840                     | 19                      | 4.573                   | 10                      |
| Бацање копља  | 57,27                   | 52,47                   | 908                     | 2                       | 5.481                   | 4                       |
| 800 м         | 2:15,94                 | 2:18,44                 | 953                     | 25                      |                         |                         |
| Седмобој      | 6.576                   |                         |                         |                         | 6.326 ЛРС               | 8 / 29 (33)             |